# Gotoku Sakai
Gotoku Sakai (酒井 高徳, Sakai Gotoku, New York, 14 maart 1991) is een Japans voetballer die doorgaans als verdediger speelt. Hij tekende in juli 2015 bij Hamburger SV, dat circa één miljoen euro voor hem betaalde aan VfB Stuttgart. Sakai debuteerde in 2012 in het Japans voetbalelftal.

## Carrière
Sakai werd geboren in de Verenigde Staten. Hij heeft een Japanse vader en een Duitse moeder. De familie Sakai verhuisde naar Japan toen hij twee jaar was. Sakai groeide op in Sanjo in de prefectuur Niigata. Sakai nam met het Japans olympisch voetbalelftal onder leiding van bondscoach Takashi Sekizuka deel aan de Olympische Spelen van 2012 in Londen. Hij maakte zijn debuut in het Japans voetbalelftal in september 2012 en nam voor zijn land in januari 2015 deel aan het Aziatisch kampioenschap voetbal 2015, waar Japan in de kwartfinale werd uitgeschakeld door de Verenigde Arabische Emiraten.

## Statistieken
| Japans voetbalelftal | Japans voetbalelftal | Japans voetbalelftal |
| Jaar                 | Wed.                 | Dlp.                 |
| -------------------- | -------------------- | -------------------- |
| 2012                 | 2                    | 0                    |
| 2013                 | 9                    | 0                    |
| 2014                 | 7                    | 0                    |
| 2015                 | 7                    | 0                    |
| 2016                 | 7                    | 0                    |
| 2017                 | 4                    | 0                    |
| 2018                 | 6                    | 0                    |
| Totaal               | 42                   | 0                    |